# Good Morning (песня)
«Good Morning» — песня, написанная композитором Насьо Хербом Брауном и поэтом-песенником Артуром Фридом для американского музыкального фильма Babes in Arms, вышедшего на экраны в 1939 году. В этом кинофильме её пели Джуди Гарленд и Микки Руни.
В фильме 1952 года «Поющие под дождём» её исполняют Дебби Рейнольдс, Джин Келли и Дональд О’Коннор.

## Признание
Американский институт киноискусства поместил эту песню (в версии из фильма 1952 года «Поющие под дождём») на 72-е место своего списка ста лучших песен из американских кинофильмов.